# Návštěvník
Návštěvník (neboli exkurzionista) je z pohledu cestovního ruchu člověk, který koná cestu do dané oblasti a danou oblast navštíví během dne (či noci). Znamená to, že v dané oblasti ani jednou nepřespí. Tato cesta může mít řadu účelů (poznávací, sportovní, služební cesta). 